# Ute Freudenberg
Ute Freudenberg (née le 12 janvier 1956 à Weimar) est une chanteuse allemande.

## Biographie
En 1971, à 15 ans, Ute Freudenberg est découverte dans un concours au Ferienpark Feuerkuppe à Sondershausen. En 1972, elle l'emporte avec cinq autres filles dans un concours de jeunes talents. La même année, elle fait sa première apparition à la télévision dans Sechs Mädchen und Musik. De 1972 à 1977, elle étudie à la Hochschule für Musik Franz Liszt Weimar. En 1976, elle est membre fondateur du groupe de rock Elefant, qui sort deux albums et douze singles.
Le 15 mars 1984, Ute Freudenberg épouse le cascadeur de 13 ans son aîné Peter Pieper ; ils se séparent en 2010. Toujours en 1984, elle ne revient pas en RDA après être apparue à la télévision dans l'émission Aktuelle Schaubude. Elle  déménage à Düsseldorf, travaille comme chanteuse de studio et se produit aux Pays-Bas et sur des bateaux de croisière. En 1988, elle chante sous le nom de scène Heather Jones le générique This was the last time de l'épisode Tatort: Pleitegeier. En 1990, Ein Tag wie heut’ est une reprise en allemand d’One Moment in Time de Whitney Houston. De 1994 à 1996, Ute Freudenberg apparaît dans de nombreux programmes de télévision.
En 1996, elle retourne dans sa ville natale de Weimar et fonde le Ute F. Live Band. À l'occasion de son 25e anniversaire de scène, elle célèbre un concert de gala à Erfurt avec de nombreux collègues artistes comme le groupe Karat. Avec Wolfgang Ziegler, elle chante Es gibt für mich kein fremdes Leid lors du gala José Carreras sur l'ARD. En 2000, Ute Freudenberg présente l'émission de la MDR Ich liebe jede Stunde  à l'occasion du 25e anniversaire de la carrière de Karat.
Le 23 mars 2002, Ute Freudenberg célèbre son 30e anniversaire de scène avec son groupe et de nombreux invités à Weimar. De nombreuses apparitions à la télévision suivent et en 2003 la tournée OSTival avec les Puhdys et City. L'album Im Namen der Liebe erschien est produit par Franz Bartzsch et Bodo Kommnick. L'album Puppenspieler sort en octobre 2006, toujours en collaboration avec les auteurs réguliers d'Ute Freudenberg tels que Franz Bartzsch, Herbert Stanzius et Kirsten Steineckert. À partir de l'été 2007, Ute Freudenberg fait plusieurs tournées Ost-Rock Klassik avec les Puhdys, Karat, Silly, Veronika Fischer, Werther Lohse de Lift, Dirk Michaelis et le Deutsches Filmorchester Babelsberg, où les artistes interprètent de nombreux succès anciens dans de nouveaux arrangements. David Brandes a l'idée d'un duo de Christian Lais avec la chanteuse. La chanson Auf den Dächern von Berlin, qui parle de la réunification allemande, est un grand succès, atteignant la 25e place des ventes. Freudenberg et Lais font un album en commun, Ungeteilt, qui se vend à plus de 100 000 exemplaires. En 2012, son autobiographie Jugendliebe – Die Biografie , écrite avec Christine Dähn, est publiée par Neues Leben à Berlin.

## Discographie
Albums
- 1994 : Und da fragst du noch?
- 1997 : Land in Sicht
- 1999 : Jubilee
- 2000 : Träumerland
- 2002 : Ich hab' noch lange nicht genug
- 2003 : Im Namen der Liebe
- 2006 : Puppenspieler
- 2009 : Das ist Leben
- 2011 : Ungeteilt (album duo avec Christian Lais)
- 2012 : Willkommen im Leben
- 2013 : Spuren von uns (album duo avec Christian Lais)
- 2015 : Alles okay
- 2016 : Lebenslinien (album duo avec Christian Lais)
- 2017 : Best Of (album duo avec Christian Lais)
- 2019 : Ich weiß wie Leben geht

## Source de la traduction
- (de) Cet article est partiellement ou en totalité issu de l’article de Wikipédia en allemand intitulé « Ute Freudenberg » (voir la liste des auteurs).